# Africodytes maximus
Africodytes maximus är en skalbaggsart som beskrevs av Olof Biström 1995. Africodytes maximus ingår i släktet Africodytes och familjen dykare. Inga underarter finns listade i Catalogue of Life.